# أليكس فارني
أليكس فارني (بالإنجليزية: Alex Varney)‏ (27 ديسمبر 1984 في المملكة المتحدة - ) هو لاعب كرة قدم بريطاني في مركز الهجوم. لعب مع إبسفليت يونايتد وتشارلتون أثلتيك ونادي بارنت.

## وصلات خارجية
- أليكس فارني على موقع قاعدة بيانات كرة القدم.إي يو (الإنجليزية)
- أليكس فارني على موقع Soccerbase.com (لاعب) (الإنجليزية)